# FreeSBIE
FreeSBIE fue una distribución BSD en modo LiveCD, es decir, es capaz de iniciar desde un CD sin ningún proceso de instalación y sin necesidad de un disco duro. De origen italiano, basada en el sistema operativo FreeBSD derivado de BSD, que a su vez es un derivado de Unix.
El tiempo de inicio del CD depende de la velocidad de búsqueda de la unidad de CD-ROM. Cuando inicia el sistema operativo puede mostrar una demora al cargar los programas, porque deben ser leídos del CD cada vez que se acceden. Existe una opción para instalarlo en un disco duro, que implica una mejora considerable de la velocidad.
Desde la versión 1.1.2 incorpora el Instalador BSD, creado por la distribución BSD DragonFly.
La última revisión mayor estable, la 2.0. está basada en FreeBSD 6.2

## Objetivos
Los objetivos del proyecto FreeSBIE son:
- Desarrollar un conjunto de programas para que sean usados para crear CD personalizados, con todas las opciones que uno desea
- Hacer varias imágenes ISO, cada una con un uso práctico para cada tipo de usuario

## Versiones
| Versión | Fecha                  | Comentarios |
| ------- | ---------------------- | ----------- |
| 2.0.1   | 11 de febrero de 2007  |             |
| 2.0     | 15 de enero de 2007    |             |
| 1.1     | 6 de diciembre de 2004 |             |
| 1.0     | ?                      |             |